# Eliteserien i bandy 2012/2013
Eliteserien i bandy 2012/2013 arrangerades under vintern 2012/2013, och vanns av Ullevål IL, som finalslog Stabæk IF med 3-2 efter förlängning på Stabekkbanen den 10 mars 2013.

## Förlopp
Mästerskapet spelades under perioden 11 november 2012 – 10 mars 2013, som seriespel med åtta lag där alla mötte alla två gånger. Dessutom spelades fyra bonusomgångar som ingick i seriespelet, där varje möte bestämdes genom lagens tabellplaceringar vid olika tidpunkter under säsong. Efter seriespelet var det dags för slutspel, där de två bäst placerade lagen gick direkt till semifinal, medan övriga fyra först tvingades spela kvartsfinal. De två sämst placerade lagen i serien tvingades kvala mot de två bästa lagen i näst högsta divisionen om att få spela i Eliteserien år 2013/14.
Finalen spelades på Stabekkbanen i Bærum den 10 mars, och var ett enkelmöte.
Nikolai Jensen, Stabæk IF, blev skyttekung i Eliteserien med 37 mål. Christer Lystad i Sarpsborg BK utsågs till årets spelare.

## Seriematcherna
| 11 november 2012 - Mjøndalen – Solberg 2-5 (Vassenga) - Ready – Ullevål 2-3 (Gressbanen) - Sarpsborg – Drammen Bandy 4-2 (Sarpsborg) 30 november 2012 - Høvik – Stabæk 3-6 (Høvikbanen) 16 november 2012 - Drammen Bandy – Mjøndalen 2-6 (Marienlyst) 18 november 2012 - Solberg – Ready 1-6 (Vassenga) - Stabæk – Sarpsborg 7-5 (Stabekkbanen) - Ullevål – Høvik 10-7 (Bergbanen) 23 november 2012 - Mjøndalen – Stabæk 6-9 (Vassenga) - Ullevål – Solberg 3-1 (Bergbanen) 25 november 2012 - Høvik – Sarpsborg 2-2 (Høvikbanen) - Ready – Drammen Bandy 3-1 (Gressbanen) 28 november 2012 - Drammen Bandy – Ullevål 1-9 (Marienlyst) - Sarpsborg – Mjøndalen 5-5 (Sarpsborg) - Solberg – Høvik 6-6 (Vassenga) - Stabæk – Ready 6-3 (Stabekkbanen) 5 december 2012 - Høvik – Mjøndalen 3-7 (Høvikbanen) - Ready – Sarpsborg 4-3 (Gressbanen) - Solberg – Drammen Bandy 9-1 (Vassenga) - Ullevål – Stabæk 1-3 (Bergbanen) 9 december 2012 - Høvik – Drammen Bandy 3-11 (Høvikbanen) - Ready – Mjøndalen 6-3 (Gressbanen) - Sarpsborg – Ullevål 4-2 (Sarpsborg) - Stabæk – Solberg 12-5 (Stabekkbanen) | 12 december 2012 - Drammen Bandy – Stabæk 1-5 (Marienlyst) - Ready – Høvik 10-4 (Gressbanen) - Solberg – Sarpsborg 4-9 (Solbergbanen) - Ullevål – Mjøndalen 5-2 (Bergbanen) 19 december 2012 - Drammen Bandy - Høvik 8-4 (Marienlyst) - Ready - Sarpsborg 4-0 (Gressbanen) - Solberg - Mjøndalen 3-4 (Solbergbanen) - Stabæk - Ullevål 6-5 (Stabekkbanen) 21 december 2012 - Høvik - Solberg 3-10 (Høvikbanen) - Mjøndalen - Drammen Bandy 6-3 (Vassenga) - Sarpsborg - Stabæk 4-3 (Sarpsborg) - Ullevål - Ready 4-4 (Bergbanen) 26 december 2012 - Drammen Bandy – Sarpsborg 7-2 (Marienlyst) - Solberg – Mjøndalen 7-5 (Solbergbanen) - Stabæk – Høvik 14-0 (Stabekkbanen) - Ullevål – Ready 4-1 (Bergbanen) 2 januari 2013 - Høvik – Ullevål 3-5 (Høvikbanen) - Ready – Solberg 5-3 (Gressbanen) - Sarpsborg – Stabæk 9-5 (Sarpsborg) 6 januari 2013 - Mjøndalen – Drammen Bandy 4-3 (Vassenga) 9 januari 2013 - Drammen Bandy – Ready 5-2 (Marienlyst) - Sarpsborg – Høvik 11-3 (Sarpsborg) - Stabæk – Mjøndalen 10-4 (Stabekkbanen) 11 januari 2013 - Solberg – Ullevål 3-6 (Solbergbanen) | 13 januari 2013 - Høvik – Solberg 8-8 (Høvikbanen) - Mjøndalen – Sarpsborg 6-6 (Vassenga) - Ready – Stabæk 2-6 (Gressbanen) - Ullevål – Drammen Bandy 5-2 (Bergbanen) 16 januari 2013 - Drammen Bandy – Solberg 4-4 (Marienlyst) - Mjøndalen – Høvik 1-6 (Vassenga) - Sarpsborg – Ready 2-5 (Sarpsborg) - Stabæk – Ullevål 8-3 (Stabekkbanen) 20 januari 2013 - Drammen Bandy – Høvik 8-6 (Marienlyst) - Mjøndalen – Ready 8-6 (Vassenga) - Solberg – Stabæk 3-3 (Solbergbanen) - Ullevål – Sarpsborg 5-3 (Bergbanen) 23 januari 2013 - Høvik – Ready 4-7 (Høvikbanen) - Mjøndalen – Ullevål 3-8 (Vassenga) - Sarpsborg – Solberg 7-4 (Sarpsborg) - Stabæk – Drammen Bandy 4-1 (Stabekkbanen) 6 februari 2013 - Drammen Bandy – Høvik 12-6 (Marienlyst) - Mjøndalen – Solberg 12-6 (Vassenga) - Ready – Sarpsborg 6-3 (Gressbanen) - Stabæk – Ullevål 6-9 (Stabekkbanen) 10 februari 2013 - Høvik – Mjøndalen 5-7 (Høvikbanen) - Sarpsborg – Stabæk 9-6 (Sarpsborg) - Solberg – Drammen Bandy 7-1 (Solbergbanen) - Ullevål – Ready 1-2 (Bergbanen) |

## Tabell
|   |  |               | Spelade | Vinster | Oavgjorda | Förluster | +   | −   | Poäng |
| - |  | ------------- | ------- | ------- | --------- | --------- | --- | --- | ----- |
| 1 |  | Stabæk        | 18      | 13      | 1         | 4         | 121 | 78  | 27    |
| 2 |  | Ullevål       | 18      | 12      | 1         | 5         | 88  | 61  | 25    |
| 3 |  | IF Ready      | 18      | 12      | 1         | 5         | 76  | 56  | 25    |
| 4 |  | Sarpsborg     | 18      | 8       | 3         | 7         | 93  | 82  | 19    |
| 5 |  | Mjøndalen     | 18      | 8       | 2         | 8         | 96  | 96  | 18    |
| 6 |  | Solberg       | 18      | 5       | 4         | 9         | 89  | 97  | 14    |
| 7 |  | Drammen Bandy | 18      | 6       | 1         | 11        | 73  | 89  | 13    |
| 8 |  | Høvik         | 18      | 0       | 3         | 15        | 76  | 153 | 3     |

Senast uppdaterad: 13 februari 2013 kl 19:45 (CET)

Källa: idrett.speaker.no

## Kvartsfinaler
| IF Ready | 3 – 4                     | Solberg  | (Gressbanen, 16 februari 2013)   |
|          |                           |          |                                  |
| Solberg  | 3 – 4 (efter förlängning) | IF Ready | (Solbergbanen, 18 februari 2013) |
|          |                           |          |                                  |
| IF Ready | 3 – 6                     | Solberg  | (Gressbanen, 20 februari 2013)   |
|          |                           |          |                                  |

| Sarpsborg | 3 – 5                     | Mjøndalen | (Sarpsborg, 16 februari 2013) |
|           |                           |           |                               |
| Mjøndalen | 4 – 5 (efter förlängning) | Sarpsborg | (Vassenga, 18 februari 2013)  |
|           |                           |           |                               |
| Sarpsborg | 7 – 2                     | Mjøndalen | (Sarpsborg, 20 februari 2013) |

## Semifinaler
| Stabæk  | 6 – 2                     | Solberg | (Stabekkbanen, 23 februari 2013) |
|         |                           |         |                                  |
| Solberg | 5 – 4 (efter förlängning) | Stabæk  | (Solbergbanen, 25 februari 2013) |
|         |                           |         |                                  |
| Stabæk  | 3 – 4                     | Solberg | (Stabekkbanen, 27 februari 2013) |
|         |                           |         |                                  |
| Solberg | 5 – 6                     | Stabæk  | (Solbergbanen, 1 mars 2013)      |
|         |                           |         |                                  |
| Stabæk  | 10 – 6                    | Solberg | (Stabekkbanen, 3 mars 2013)      |

| Ullevål   | 3 – 4 (efter förlängning) | Sarpsborg | (Bergbanen, 23 februari 2013) |
|           |                           |           |                               |
| Sarpsborg | 3 – 4 (efter förlängning) | Ullevål   | (Sarpsborg, 25 februari 2013) |
|           |                           |           |                               |
| Ullevål   | 2 – 1                     | Sarpsborg | (Bergbanen, 27 februari 2013) |
|           |                           |           |                               |
| Sarpsborg | 3 – 7                     | Ullevål   | (Sarpsborg, 1 mars 2013)      |

## Final
Ullevål Idrettslag – Stabæk Idrettsforening 3-2 (efter förlängning. Ställning efter ordinarie tid: 2-2, halvstidsresultat 1-2) 
Söndag 10 mars 2013, Stabekkbanen, Bærum, 912 åskådare.
Målskyttar:
- 1-0 Erik Meier (4 min.)
- 1-1 Petter Løyning (10 min.)
- 1-2 Petter Løyning (18 min.)
- 2-2 Erik Meier (81 min.)
- 3-2 Jan Fredrik Løland (93 min.)

Huvuddomare: Carl Anders Jansson, Hauger. Linjedomare: Fredrik Bjørseth, Hauger, och Lasse Mila, Strømsgodset.
Norska mästarna
1. Fredrik Rød

2. Greger Svenn

3. Thomas Källberg

4. Gustaf Rydén

5. Jonas Lilja

6. Jonas Tjomsland

7. Jan Fredrik Løland

8. Henning Nesgaard

9. Sebastian Rundqvist

10. Mats Gustafsson

11. Erik Meier

12. Ola Edvardsen

14. Sondre Hammerstad

15. Bjørn Fredriksen

16. Aleksander Smerkerud

17. Johan Nilsson

18. Daniel Skrettingland

19. August Karlseng

20. Cristopher Smerkerud

21. Henrik Kullerud Larsen

22. Johan Hansen

## Kval till Eliteserien 2013/14
Omgång  1
- 23 februari 2013: Drammen Bandy – Høvik 6-7 (Marienlyst)
- 23 februari 2013: Nordre Sande – Ullern 2-2 (Vassenga)

Omgång  2
- 26 februari 2013: Høvik – Nordre Sande 13-4 (Høvikbanen)
- 27 februari 2013: Ullern – Drammen Bandy 3-7 (Ullernbanen)

Omgång  3
- 3 mars 2013: Drammen Bandy – Nordre Sande 12-4 (Marienlyst)
- 3 mars 2013: Ullern – Høvik 5-11 (Ullernbanen)

|   |  |               | Spelade | Vinster | Oavgjorda | Förluster | +  | −  | Poäng |
| - |  | ------------- | ------- | ------- | --------- | --------- | -- | -- | ----- |
| 1 |  | Høvik         | 3       | 3       | 0         | 0         | 31 | 15 | 6     |
| 2 |  | Drammen Bandy | 3       | 2       | 0         | 1         | 25 | 14 | 4     |
| 3 |  | Ullern        | 3       | 0       | 1         | 2         | 10 | 20 | 1     |
| 4 |  | Nordre Sande  | 3       | 0       | 1         | 1         | 10 | 27 | 1     |

### Fotnoter
1. ↑  ”Kampreglement” (pdf). Norges Bandyforbund. 29 oktober 2012. Arkiverad från originalet den 15 augusti 2012. https://web.archive.org/web/20120815032503/http://www.bandyforbundet.no/bandy/diverse/kampregler.pdf. Läst 8 maj 2013.
2. ↑  ”Poeng total Eliteserien 2012-13” (pdf). Norges Bandyforbund. 10 mars 2013. Arkiverad från originalet den 4 mars 2016. https://web.archive.org/web/20160304114407/http://www.bandyforbundet.no/bandy/statistikk/elite1213-pp.pdf. Läst 8 maj 2013.